# کلاغک ارمنی
کلاغک ارمنی (انگلیسی: Muscari armeniacum) یک گونه (زیست‌شناسی) از گیاهان گل‌دار با ساقه‌های پایه، برگ ساده و گلدار کوتاه است.